# Concepto Cromático Lidio de Organización Tonal
El Concepto Cromático Lidio de Organización Tonal (Lydian Chromatic Concept of Tonal Organization) es un libro del compositor, músico y teórico George Russell, editado en 1953. Es considerada la primera obra teórica surgida a partir del jazz. El libro es un texto que analiza, explica y fundamenta la música de jazz, con una organización basada en el sonido de la escala lidia y su extensión cromática.

## Historia
Sin duda el jazz es el origen del Concepto Cromático Lidio de Organización Tonal, y el papel que jugaron algunos músicos fue fundamental. A través de lo que Russell llama inteligencia intuitiva, estos músicos desarrollaron las formas de improvisar que se analizan en el Concepto (Coleman Hawkins, Lester Young o John Coltrane).
Como dice Russell en la introducción a la edición de 1959; “El Concepto Cromático Lidio de Organización Tonal es un libro que le da al músico una comprensión de todo el espectro de colores tonales disponibles en el sistema temperado. No hay reglas, no hay “do’s” o “don’ts”. Es por lo tanto, no un sistema, sino más bien una visión o filosofía de la tonalidad en la que el estudiante, se espera, encontrará su propia identidad”.
Russell reconoce también la influencia que las conversaciones con Miles Davis tuvieron para que comenzara a investigar. Tal como aparece en la introducción al segundo capítulo en la cuarta edición, Russell pregunta a Davis por su objetivo musical (musical aim) y éste le contesta «aprenderme todos los acordes». 
Entre la identidad cerrada sobre sí misma y la legitimación del jazz frente a la música europea, el Concepto es doble: la teoría del (de y para el) jazz y la filosofía de la tonalidad. Russell considera el jazz siempre en relación con la música occidental, como una música que desde siempre ha tenido los dos elementos. Hay una noción de música “seria”, “artística” o “clásica” que está a la base del proyecto de legitimación del jazz de los cincuenta. Russell reconoce la influencia de los músicos europeos sobre su trabajo, pero no considera que un intento consciente de combinarlos sea su manera de componer. Esto es porque «pienso que el jazz es de hecho la música clásica de América, y eventualmente trascenderá incluso ese rol y se convertirá, en todo el sentido musical profundo, en una música clásica internacional".
En el Concepto se polemiza abiertamente contra la tradición, la tonalidad y la teoría occidental de la música, en la que se critica en primer lugar una pretendida inadecuación entre la teoría y el sonido, y a partir de ahí el sistema dualista de valores que define los sonidos como correctos o equivocados.
Para Russel, la idea es que el estudiante que comprenda el Concepto pueda encontrar su propia identidad y liberar así sus inhibiciones melódicas. Esto está muy relacionado con la Nueva York de los años ’50 y el movimiento cultural afroamericano en el que Russel se encontraba. “Libertad” era quizás, el ideal más invocado por todos los frentes del conflicto social de esa época.
Dentro del plan trazado por Russel en su “concepto”, en primer lugar realiza una genealogía de la moral de la tonalidad, demostrando que las leyes que rigen el sistema tonal occidental son “subjetivas” y que el sistema de bueno/malo impone constricciones perjudiciales al músico que quiere ser libre. En segundo lugar quiere proponer –y demostrar– una nueva ley superior, que sea más abarcadora y más objetiva.
A través de la epistemología moderna, pero a diferencia de los músicos contemporáneos, Russell no veía el fin de la tonalidad como algo necesario, sino que a través de la significación, encuentra una moralidad y un dispositivo de dominación dentro del sistema tonal funcional de occidente.

## Concepto

### Movimiento Armónico
Desde el comienzo de la polifonía, se han dado a través de la historia, diferentes fundamentos y teorías para explicar el Sistema Tonal. Pero además de los propósitos científicos y físicos, todas estas teorías servían para regular los fenómenos musicales y ordenar la práctica composicional, basadas en la idea de consonancia-disonancia o tensión-resolución.
Al respecto, Russel define “resolución” como:
1. Un elemento no-final que está en el proceso de resolver a…
2. Un elemento completamente resuelto que tiene la capacidad de dar finalidad al no-final.

### Principio Básico

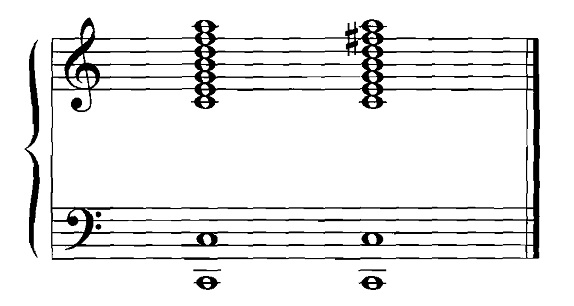

Para el Concepto hay una escala que suena más cerca a la unidad [sounds in closest unity with] con el género armónico de cualquier acorde tradicionalmente definible. Esto lo expone en la primera página del Concepto, en donde presenta la escala de Do mayor y la escala de Do lidia colocadas a manera de acorde (terceras superpuestas). Se pretende con base en la escucha que se haga un juicio sobre su audición para determinar cuál de estas dos estructuras tiene un grado mayor de afinidad y unidad con una tríada de Do Mayor. Según Russell “en pruebas realizadas a lo largo de los años en varias partes del mundo, la mayoría de personas escogido repetidamente el segundo acorde” (Do Lidio).

### Desarrollo

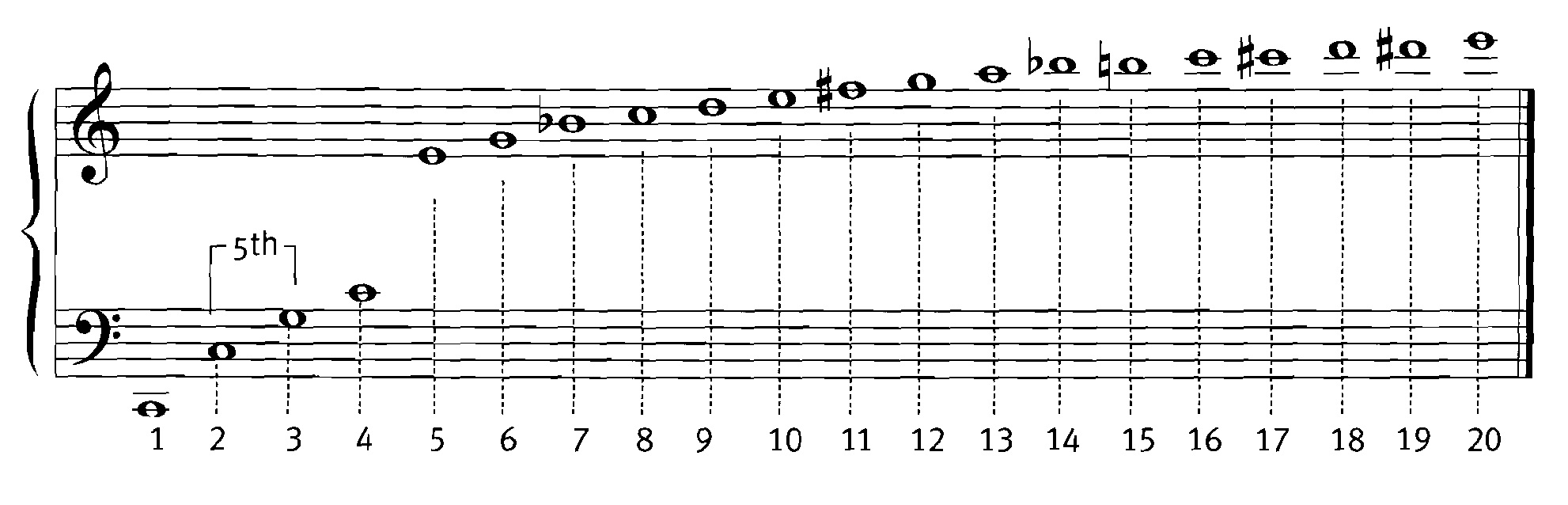
Serie de Armónicos

Russell propone en su método, desarmar la concepción tradicional de progresión armónica, resignificando consonancia y disonancia en términos de cercano y lejano (ingoing-outgoing). La teoría clásica ha pretendido siempre poder dar una explicación científica de la distribución de los sonidos en las escalas para demostrar su naturalidad. Esto no escapa a Russell. Desde Rameau, casi todos los teóricos han dado a las relaciones de quinta el fundamento de sus teorías. La serie de armónicos siempre ha servido como concepto acústico a teóricos para justificar movimientos y funciones armónicas. 
Para Arnold Schöenberg, por ejemplo, el primer sonido importante en esa serie después es el tercer armónico que corresponde al quinto grado de la escala (V grado). Esta nota en consecuencia es dependiente de la tónica (I), pero a su vez, ese primer armónico (I) tiene una dependencia con otro armónico ubicado una quinta debajo (IV grado). Así se establece la relación entre esos tres grados, como una balancín, donde el I grado es el centro con sus dos contrapesos (V y IV). Russell, sin embargo, ve que, si ese tercer armónico (V grado) depende del I, habrá otro que dependa de aquel. Esto tiene similitud con la teoría de Schenker, que incluye una serie de seis quintas descendentes como sistema organizado en torno a I. 
Lo que Russell llama Campo de Gravedad Tonal, es en definitiva la relación de todos los grados con respecto a una Tónica. Mientras que para Schenker y Schöenberg, los polos funcionales (V y IV) son esenciales para justificar esa gravedad tonal, para Russel, es solo la fuerza que surge de ese único sonido la que gravita sobre él. 
La comparación que hace Russell para determinar el poder de esta escala (Lidia), se ve claramente en la relación de cada grado con su fundamental aparente:

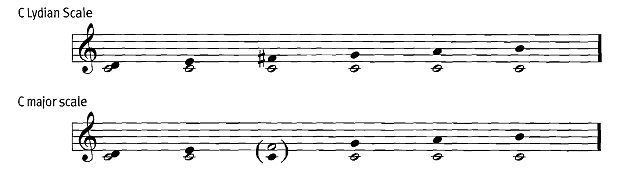
Comparativa entre C Mayor y C Lidio, y las fundamentales acústicas de los intervalos de cada grado.

Como vemos, en todos los intervalos que se forman con la tónica de la escala lidia, ésta es también la tónica del intervalo. Por el contrario, el intervalo que se forma en el cuarto grado de la escala mayor, la tónica es la nota superior. Es por eso que, en la escala mayor existe una fuerte tendencia a “ir” hacia ese IV grado, ya que tiene en ese punto una razón acústica de peso. Para Russell, la importancia radica en el efecto vertical y colorista de los acordes, donde cada grado de la escala se refiere siempre a su tónica en el “ahora”. Por eso en el Concepto, todos los sonidos están organizados por la gravedad tonal según el Orden lidio-cromático de gravedad tonal:
Este diagrama establece los niveles de cercanía que cada sonido posee con la tónica lidia y el tipo de sonido o “color” que existe en cada nivel.
Las características destacables de esta serie de sonidos son:
- A través de la interválica de quintas, surge naturalmente el tritono sin necesidad de justificación melódica o armónica, tal como aparece en el sistema tonal. Russell además, justifica la inclusión de esta cuarta aumentada por su aparición (aunque lejana e imperfecta) en la serie armónica (11º).

- Entre el 7 y el 8 sonido se produce una segunda mayor, interrumpiendo así el orden de quintas. Esta particularidad se debe a que el sonido evitado es una novena menor del sonido fundamental. Según Russell, “introducir ese sonido en el octavo nivel de la escala lidio-cromática implicaría una desviación del desarrollo vertical intuitivo (no formal) de la armonía occidental. Significaría que [los acordes] producidos por la escala lidia tendrían que incorporar un tono contrario a su género armónico esencial.”

Este intervalo que queda así alejado de la fundamental, justificado sobre todo por el orden lógico del desarrollo de los acordes en la armonía occidental. Que Russell considere este intervalo como un problema muestra entonces que, sobre el paradigma físico que pretende derivar todo el sistema de la serie armónica y el metafísico que transforma esa relación física en una cuestión de universalidad que debe incluir también el «desarrollo de la armonía occidental», prima el objetivo de construir un sistema que permita redefinir los acordes que están en uso, no producir acordes nuevos.
La solución que da Russell al problema es entonces referirse a esta disposición como Orden occidental de gravedad tonal, que implica la existencia de la escala Lidia Cromática como una entidad universal, de la cual esta escala es una instanciación, y al mismo tiempo le da una dimensión trascendental, en el sentido de ser condición de posibilidad, a la idea de «desarrollo histórico de occidente».
Al poner en el extremo alejado de la escala cromática por quintas a lo que la teoría y el oído tradicional señaló siempre como la disonancia más fuerte (segunda menor). Russell puede derivar cualquier sonido, intervalo o acorde como parte de esta escala lidio-cromática.

## Escalas
Russell señala que hay dos escuelas de modernismo: las personas que creen en un centro tonal y en la escala cromática, y los que no creen en un centro tonal. Lo que todos tienen en común es la escala cromática. La relación de escalas y acordes en el Concepto resulta de la elección de las escalas que lo componen. El objetivo principal de Russel en definitiva, es el de acoger en escalas matrices (parent) y explicar los sonidos que ya existen.
Russell define primero once miembros de la escala cromática, definidos por los siguientes criterios:
1. La capacidad de una escala para acoger/generar acordes que se consideran importantes en el desarrollo de la armonía occidental.
2. Debe ser la escala más representativa de un nivel tonal de la escala lidio-cromática.
3. El significado histórico y sociológico de una escala.

Estos miembros se dividen en dos grupos: escalas verticales o principales y las escalas horizontales.

### Escalas Verticales
Las principales son consideradas escalas verticales porque:
- Sirven como las escalas matrices de acordes principales (Principal Chord-parenting scales). Como tales, existen como las escalas de origen y unidad, actuando como escalas primarias matrices de los acordes que se consideran más importantes en la armonía contemporánea y tradicional occidental.
- Su orden refleja la secuencia de su derivación del orden tonal fundamental de la misma escala lidio-cromática.
- Pueden corresponder también a la sucesión cronológica de los acordes que son acogidos para su uso en la armonía occidental.

La división en órdenes corresponde a la dirección de adentro hacia afuera (ingoing to outgoing), dando espacio a que el músico elija qué tipo de coloración quiere utilizar sobre cada acorde, acercándose o alejándose del sonido básico del acorde. La relación entre las escalas y los acordes es compleja, puesto que los acordes no se forman directamente sobre estas escalas sino sobre los modos que se forman sobre cada grado de cada escala; cada uno de estos modos es un género modal (modal genre) específico, es decir, tiene un sonido particular, con su propia tónica modal, diferente de la tónica lidia que corresponde a la escala.    
Cada género modal produce un sonido determinado, un tipo de acorde. La combinación permite elegir un gran número de acordes con extensiones, pero sobre todo permite escoger el tipo de sonido (ingoing u outgoing) que tendrá la melodía. El sonido más cercano del acorde es el que se produce sobre los modos de la escala lidia.    
Por ejemplo, esta es la carta o listado de los tipos de acordes que se generan sobre cada modo de la Escala Lidia:
Los acordes de séptima dominante se forman sobre el segundo modo de la escala Lidia. Si tomamos como ejemplo F Lidio, correspondería G7. Por un lado, surgen las posibilidades armónicas de generar diferentes tipos de acordes  sobre ese modo; G9, G13, etc.
F LIDIO, II modo
| II | III | #IV | V | VI | VII | I |
| G  | A   | B   | C | D  | E   | F |

Pero también se pueden utilizar el mismo modo (II) de las demás escalas, generando en cada caso un movimiento hacia afuera (outgoing) del sonido básico del acorde. Por ejemplo el II modo de la Lidia Aumentada, con la siguiente posibilidad armónica, G7(b5)
F LIDIO AUMENTADO, II modo
| II | III | #IV | #V | VI | VII | I |
| G  | A   | B   | C# | D  | E   | F |

También es posible el II modo de la Lidia Disminuida, que generará otras armonías; G7(b9), G11(b9):
F LIDIO DISMINIUDO, II modo
| II | bIII | #IV | V | VI | VII | I |
| G  | Ab   | B   | C | D  | E   | F |

### Escalas Horizontales
Por otro lado, Russell clasifica cuatro escalas horizontales, llamadas así porque incluyen el IV grado en su estructura. Este grado, como hemos visto, es el responsable de la “dualidad” de la escala mayor y es el intervalo horizontal más fuerte y característico. Estas escalas son las que identifican la armonía funcional y tienen una tendencia natural para establecer el I mayor y el VI menor cono centros.

## Acorde-Modo (Chordmode)
Uno de los conceptos que Russell impone con su libro es la idea de chordmode, escala-modo (o escala-acorde). Esto es relacionar el acorde del momento (prevailing chord) y su escala matriz para derivar así una melodía que exprese el sonido armónico del acorde (harmonic genre). El acorde y su escala matriz son en consecuencia según Russell una entidad inseparable.
La fundamental de un acorde es su tónica modal dentro de la escala matriz. El sonido del acorde en ese momento, es ese modo de la escala matriz que comienza en la tónica modal del acorde. El acorde de F#m7 en el ejemplo, surge del VI modo de la A Lidio como su escala matriz. Así, el modo correspondiente a dicho acorde es la escala que se produce sobre ese grado (VI) de A Lidio.

## Fuerzas y alianzas
Mientras las escalas verticales tienen una fuerza pasiva vertical, generando un estado de unidad (sound in a state of unity) con el acorde mayor de tónica Lidia y su sexto grado, las escalas horizontales poseen una fuerza activa horizontal que originan un estado de resolución (state of resolving) en los grados I y VI. Pero además, las escalas verticales pueden usarse de manera horizontal y estas a su vez en forma vertical.
De la misma manera, Russell califica de “alianzas” a las posibilidades de asociar diferentes escalas y acordes, a través de lo que llama elecciones alternas (alternate) y conceptuales (conceptual) para los acordes, permitiendo relacionar escalas y acordes con un sonido más afuera (outgoing) que los que establecen las relaciones de las escalas principales. 
El objetivo de estas alianzas es expandir las posibilidades de asociación entre escalas y modos, tanto para el improvisador que quiere buscar nuevas sonoridades como para el análisis de música, especialmente de géneros diferentes al jazz.

## Gravedad Tonal
La gravedad tonal tiene tres «modos de comportamiento»: la gravedad tonal vertical, la gravedad tonal horizontal y la gravedad tonal supra-vertical.
Mientras que la gravedad horizontal es la manera clásica de resolución de la armonía occidental, la gravedad vertical y la supra-vertical, comprenden los sonidos como individualidades armónicas y rechaza de plano la idea de que existe un movimiento dirigido hacia un punto de reposo, centrándose en la inmediatez del fenómeno sonoro comprendiéndolo en términos de “color”, esto es, relaciones interválicas individualizadas.
Los términos tónica lidia y gravedad tonal vertical en particular se refieren a la existencia de una sola nota tónica preeminente, que recibe de la escala de quintas la integridad tonal absoluta de un do fundamental.
No es un pensamiento meramente modal, sino que se trata fundamentalmente de una manera de comprender los acordes según un comportamiento diferente al que implica la armonía funcional. Al respecto del jazz modal, según Russell, el Concepto, puso los “modos en el aire”. De hecho, el disco de Miles Davis “Kind of blue” y la segunda edición de su libro (la primera apenas era un manual con las escalas, ninguna de las cuales se usa en Kind of Blue) fueron publicadas al mismo tiempo. La influencia que Russell tuvo sobre esta “corriente” fue, en sus palabras, por ósmosis, a través de conversaciones que tuvo con Davis, Coltrane, y Gil Evans.
Russell reemplaza la función del acorde por su sonido, componiendo lo que se conoce como acorde-modo (chord-mode). “En otras palabras, el sonido completo de un acorde es su modo correspondiente dentro de la escala matriz (parent scale).”

### Consecuencias
1. Las funciones de dominante y subdominante dependen de un suplemento que no está presente al nivel de los intervalos.
2. Ese suplemento es una disonancia que para comprenderse como tal requiere de un sistema gramatical o estructural que evite la deriva significante.
3. Comprendidos sin ese sistema, los sonidos son “simplemente” sonidos, posean disonancias o no.

En los sistemas dodecafónicos o atonales, todos los sonidos son independientes y no existe un centro tonal. Russell, sin embargo se incluye dentro de la tonalidad, pero se encuentra en una clara diferencia con respecto a la postura clásica del sistema tonal funcional, donde los sonidos a través de la resolución de sus disonancias, se dirigen hacia una tónica (protónico). En su sistema de gravedad tonal vertical, todos los sonidos se relacionan con una tónica (pantónica). De esa manera, libera a los acordes de cualquier función específica, transformando además a la escala cromática en contenedora de todos los intervalos y todas las escalas, reunidas bajo una sola ley.

## Análisis
Este es un fragmento del análisis, que Russell hace del solo de John Coltrane en “Giant Steps” y sirve para ilustrar su concepto:

## Aportes y Críticas
En su concepto, Russell determina las diferentes relaciones entre los acordes, sus modos y sus escalas matrices. Enumera las diferentes formas de aplicación y clasificaciones. Propone ejercicios para practicar la derivación de estas escalas y modos y analiza según su punto de vista, las posibilidades a la hora de composición e improvisación que tiene el músico, al enfrentarse a un repertorio o tema de jazz.
Es posible que la idea de la relación entre un acorde y su modo correspondiente (chordmode) sea el aporte más importante a la teoría y a la técnica de improvisación de jazz del siglo XX, en especial en los teóricos de las escuelas de la segunda mitad del siglo. Sin embargo, los análisis y los nombres empleados en estas derivaciones son muy discutidos, así como el fundamento de su teoría también es criticada por muchos musicólogos.